# Adam Page
Stephen Woltz (nacido el 27 de julio de 1991) es un luchador profesional y profesor estadounidense más conocido por el nombre de Adam Page quien actualmente trabaja y es el campeón máximo de All Elite Wrestling (AEW). A lo largo de su carrera, Woltz ha trabajado en varias empresas del circuito independiente, tales como Ring of Honor (ROH) y New Japan Pro-Wrestling (NJPW), donde usa el nombre de Hangman Page.
Adam Page ha sido dos veces Campeón Mundial de AEW. También ha sido una vez Campeón Mundial en Parejas de AEW con Kenny Omega (en una ocasión) y dos veces Campeón Mundial en Parejas de Seis-Hombres de ROH con The Young Bucks.

## Carrera como luchador profesional
Su personaje está inspirado en Diamond Dallas Page. Su nombre artístico, Adam Page, vino de la combinación del primer nombre de un amigo de la infancia, y el apellido del miembro de Led Zeppelin, Jimmy Page.

### Ring of Honor (2011–2018)
Page hizo su debut en ROH el 14 de enero de 2011, en ROH Champions vs. All Stars en un dark match. En 2013, Page participó en el torneo ROH Top Prospect , pero fue derrotado el 5 de enero por Silas Young. Page hizo su debut de pay-per-view en el 11° Aniversario Show de ROH, donde participó en un Six Man Mayhem Match ganado por ACH. En Manhattan Mayhem , Page fue derrotado por Young en un combate. En Death Before Dishonor XI, Page derrotó a RD Evans. En Glory by Honor XII, Page fue derrotado por Jimmy Jacobs. En Golden Dream , Page tuvo su primer combate por el título, pero fue derrotado por el campeón Mundial de Televisión ROH Matt Taven. En Final Battle 2013, Page fue derrotado por Matt Hardy.

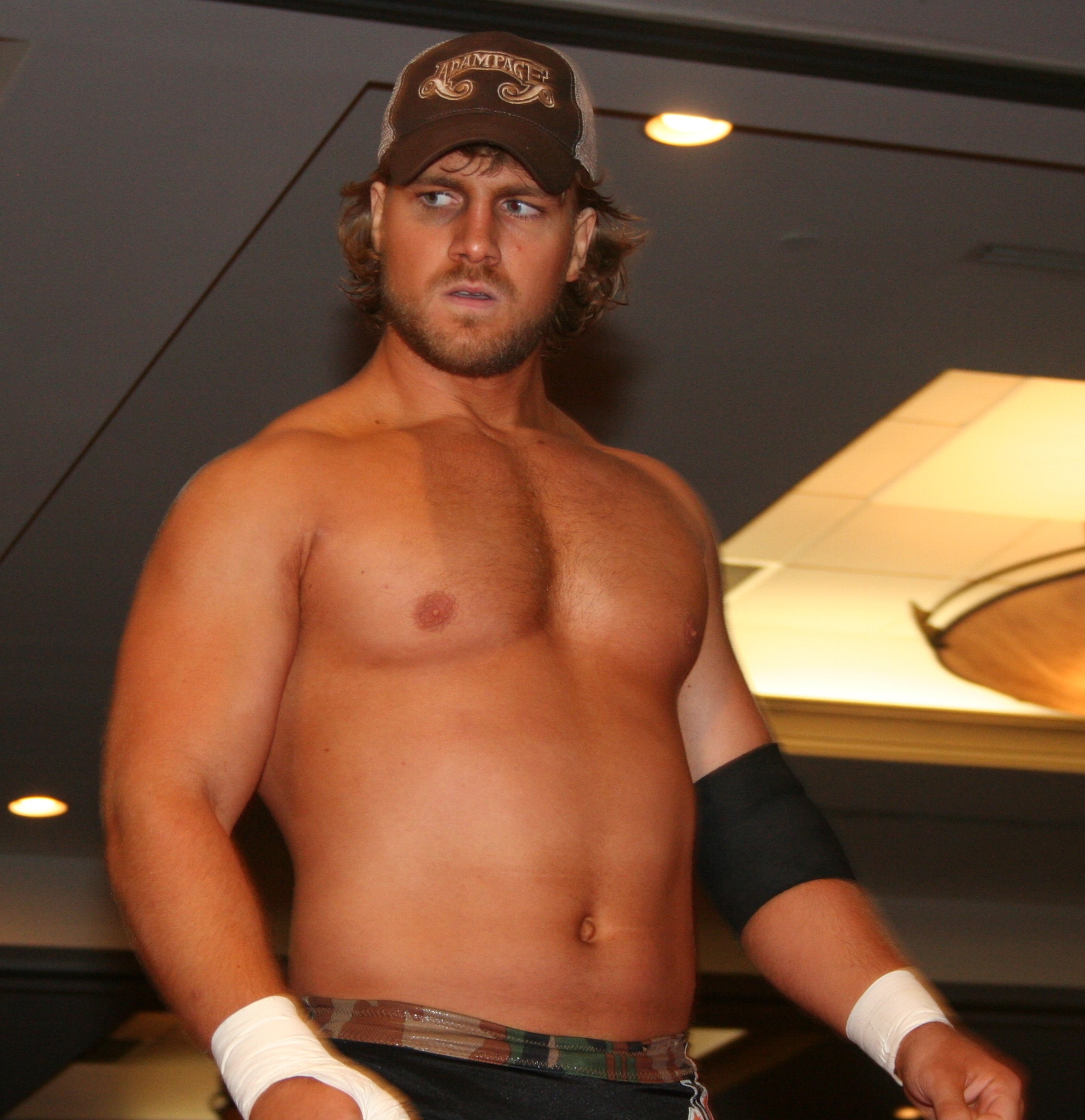
Page en agosto de 2014

En 2014, Page luchó con The Decade, un stable formado por veteranos de ROH. En el 12º Aniversario Show de ROH, The Decade (BJ Whitmer, Jimmy Jacobs y Roderick Strong) derrotaron a Page, Cedric Alexander y Mark Briscoe. El 7 de marzo, Page se unió a The Decade, como el primero de los reclutas del grupo, o "niños pequeños". En la Supercard of Honor VIII, Page, Jacobs y Whitmer derrotaron a Andrew Everett y Adrenaline Rush ( ACH y TaDarious Thomas).
Después de que Jacobs saliera del stable y Colby Corino se uniera, Page comenzó una disputa con ACH. En Best in the World, The Decade (Whitmer y Page) derrotaron a ACH y Matt Sydal cuando Page cubrió Sydal después de un Rite of Passage. En Death Before Dishonor XIII, Page derrotó a ACH; sin embargo, Page posteriormente dejó The Decade y se peleó con BJ Whitmer, volteando la cara en el proceso. Page se enfrentó a Whitmer en el ROH 14th Anniversary Show, pero fue derrotado.
El 9 de mayo de 2016, durante la primera noche de la gira War of the Worlds, Page cambio a heel una vez más cuando se unió al Bullet Club al encender Colt Cabana, The Briscoes y The Motor City Machine Guns durante una combate de diez hombres evento principal del equipo. Page colgó a Chris Sabin con una soga de ahorcado que le dio a Page su apodo de "ahorcado". En Death Before Dishonor XIV, Page derrotó a Jay Briscoe. El 16 de noviembre de 2016 Page estaba ganando sin éxito el ROH World Television Championship, donde fue derrotado por Bobby Fish. El 1 de abril de 2017 Page se unió a Guerrillas of Destiny (Tama Tonga y Tanga Loa) ya que no tuvieron éxito contra Bully Ray y The Briscoes (Jay Briscoe y Mark Briscoe ) esto fue para el Campeonato Mundial de Parejas de Seis Hombres de ROH. Page se involucró en el partido del Campeonato Mundial de Televisión ROH, ayudando a Marty Scurll a derrotar a Frankie Kazarian golpeándolo con una silla. Kazarian y Page lucharon en un combate de correa en Best in the World, terminando con el envío de Page mientras estaban ahorcados con una correa de cuero. 
El 20 de agosto de 2017, Page ganó su primer título en ROH, cuando él y sus compañeros del Bullet Club The Young Bucks (Matt Jackson y Nick Jackson), considerados colectivamente como "The Hung Bucks", derrotaron a Dalton Castle y The Boys. para ganar el Campeonato Mundial de Parejas de Seis Hombres de ROH. Mientras que Page y los stable de Bullet Club de Young Bucks, Cody, Kenny Omega y Marty Scurll fueron posteriormente autorizados a defender el título bajo " Bullet Club Rules", Only Page y The Young Bucks fueron reconocidos como oficiales. campeones. En ROH 16 Anniversary, The Hung Bucks perdieron el ROH World Six Tag Tag Championships contra SoCal Uncensored (Christopher Daniels, Frankie Kazarian y Scorpio Sky). Page luchó contra Kota Ibushi en la Supercard of Honor XII donde fue derrotado.
Durante las grabaciones de TV del 15 de diciembre, Page y The Elite dejaron ROH.

### New Japan Pro-Wrestling (2016–2019)

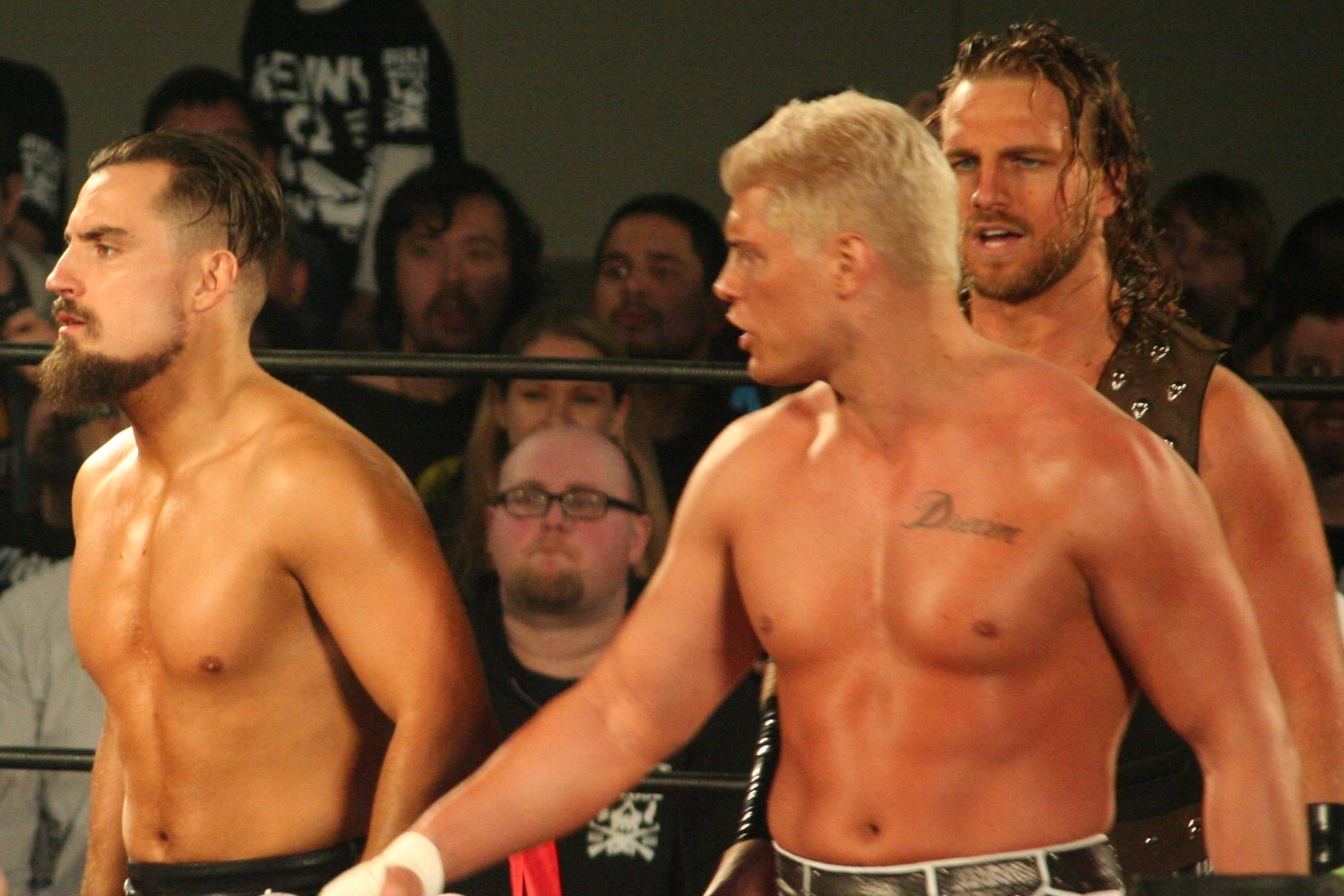
Page (derecha) con miembros de Bullet Club acompañado de Marty Scurll y Cody Rhodes en 2018

En junio de 2016, New Japan Pro-Wrestling (NJPW) anunció que Page debutaría para la promoción en Dominion 6.19 in Osaka-jo Hall bajo el nombre de Hangman Page en un combate de equipo de seis hombres donde se asoció con Yujiro Takahashi y Bad Luck Fale para derrotar al Capitán New Japan , Yoshi Tatsu y Togi Makabe. Page anotó el triunfo después de inmovilizar al Capitán New Japan. Posteriormente, Page también comenzó a usar el nombre en ROH. El 3 de julio de 2016, Page compitió en un combate por equipos en el que se asoció con Yujiro para derrotar al equipo de Captain New Japan y Yoshi Tatsu en el evento.Del 18 de noviembre al 10 de diciembre de 2016, Page y Yujiro participaron en la World Tag League 2016 donde terminaron segundos en A Block con un récord de cuatro victorias y tres derrotas, sin poder avanzar a la final. El 1 de julio de 2017, en G1 Special en EE. UU., Page participó en un torneo para determinar el primer Campeón Peso Pesado de los Estados Unidos de la IWGP, pero fue eliminado en su primer combate de la ronda por Jay Lethal. El 13 de agosto, el compañero stable de Page y Bullet Club Cody desafió sin éxito a War Machine (Hanson y Raymond Rowe) por el Campeonato en Parejas de la IWGP.
El 28 de enero en The New Beginning in Sapporo, después de Jay White venciera a Kenny Omega por el Campeonato Peso Pesado de los Estados Unidos de la IWGP, Page fue a desafiar a White por el título, pero fue interrumpido por Omega, luego de lo cual Cody atacó a Omega. Page desafió a White por el Campeonato Peso Pesado de los Estados Unidos de la IWGP en Strong Style Evolved, pero fue derrotado.
El 3 de mayo en el evento principal de Page en NJPW fue contra Kenny Omega en Wrestling Dontaku donde perdió contra Omega.

### Pro Wrestling Guerrilla (2018)
En abril de 2018, Page hizo su debut en Pro Wrestling Guerrilla (PWG) en la primera noche del All-Star Weekend 14. Page peleó luego con el Campeón Mundial de la PWG Keith Lee siendo derrotado.

### All Elite Wrestling (2019-presente)
En enero de 2019, Page firmó con All Elite Wrestling (AEW), una empresa dirigida por los miembros Nick y Matt Jackson y Cody de The Elite, mostrada en un episodio de Being the Elite. El 25 de mayo, Page debutó en el inaugural evento de Double or Nothing en el pre-show en el Casino Battle Royal quien eliminó finalmente a MJF y obtuvo una oportunidad por el Campeonato Mundial de AEW ante Chris Jericho. El 29 de junio, Page apareció en Fyter Fest con una victoria tras derrotar a Jimmy Havoc, Jungle Boy y MJF. El 13 de julio, Page apareció en Fight for the Fallen con una victoria tras derrotar a Kip Sabian. En All Out, Page se enfrentó a Jericho para el Campeonato Mundial de AEW; siendo derrotado por Jericho para convertirse en el campeón inaugural.
En el Chris Jericho's Rock 'N' Wrestling Rager at Sea Part Deux: Second Wave, que se emitió el 22 de enero de 2020 en el episodio de Dynamite, Page y Kenny Omega derrotaron a SoCal Uncensored (Frankie Kazarian & Scorpio Sky) para ganar el Campeonato Mundial en Parejas de AEW, marcando el primer cambio de título en la historia de la promoción.
En AEW Revolution Page y Omega retuvieron sus títulos ante The Young Bucks en una lucha calificada con seis estrellas. En Double or Nothing (2020), the Elite y Hardy derrotaron a The Inner Circle en un Stadium Stampede match. En el episodio del 27 de agosto de Dynamite Page interfirió en un Gaunlet Match para definir a los primeros contendientes por los campeonatos en pareja, traicionando a The Young Bucks. Después de esto, Page fue expulsado de The Elite. El 5 de septiembre en All Out (2020) él y Kenny Omega defendieron los títulos en pareja ante FTR perdiendo en el proceso. Después de la pelea, fue traicionado por Kenny Omega, dejándolo tendido en la lona. En el evento Full Gear (2021) del 13 de noviembre del 2021, se coronó Campeón de la AEW al derrotar a Kenny Omega, en una increíble lucha monumental con 4 lazos al cuello.

## Vida personal
Woltz es graduado de Virginia Tech, donde obtuvo una licenciatura en comunicaciones en dos años. Woltz fue profesor de escuela secundaria a tiempo completo, enseñando periodismo y diseño gráfico, durante cinco años mientras luchaba. Esto fue hasta su primera gira con New Japan Pro-Wrestling en mayo de 2016. En 2025, se mostró que Woltz habla español de forma no muy fluida durante su promo en AEW Grand Slam Mexico

## En lucha
- Movimientos finales
  - Buckshot Lariat (Rolling slingshot lariat) – 2016-presente[3]
  - Dead Eye (Kneeling back-to-belly piledriver)[10]
- Movimientos de firma
  - Release german suplex
  - Bridging deadlift pumphandle suplex
  - Dropkick (A un adversario mientras actuando un moonsault a otro (hecho como dropsault si sólo un adversario))
  - Cracker Barril (Cuna tombstone piledriver)[11]
  - Fallaway Slam
  - Moonsault (a veces al ringside)
  - Standing Shooting Star Press
- Apodos
  - "Country Jacked"[12]
  - "Hangman"[13]
  - "The Hungman"[14]
  - "The Problem Solver of Bullet Club"
- Temas de entrada
  - "Shot'Em" por [Q]Brick (utilizado tan parte de Bullet Club)[15]
  - "Hangman" por Yonosuke Kitamura (NJPW)[16]
  - "Ghost Town Triumph" por Vincent Pedulla (ROH y NJPW)

## Campeonatos y logros
- All Elite Wrestling/AEW

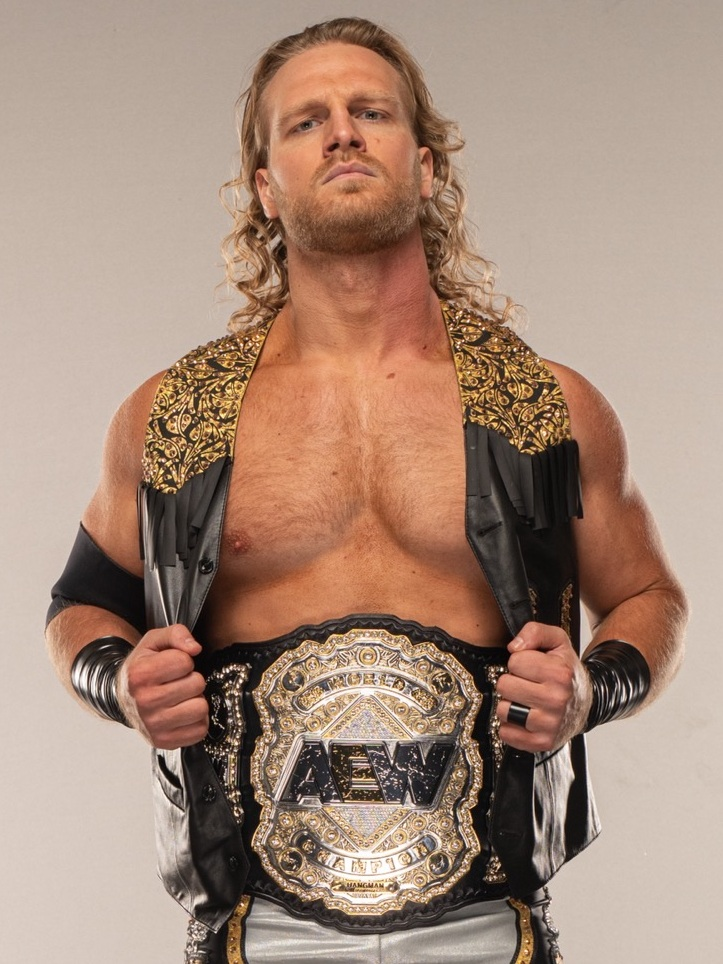
Page con el AEW World Championship.

  - AEW World Championship (2 veces, actual)
  - AEW World Tag Team Championship (1 vez) – con Kenny Omega
  - Casino Battle Royale (2019)
  - Men's Casino Ladder Match (2021)
  - Owen Hart Cup (2025)
  - Dynamite Award (2 veces)
    - Bleacher Report PPV Moment of the Year (2021) – Stadium Stampede match (The Elite vs. The Inner Circle) – Double or Nothing (May 23)
    - Biggest Beatdown (2022) - Hangman Adam Page goes 60 with Bryan Danielson

- Allied Independent Wrestling Federations
  - AIWF North American Tag Team Championship (1 vez) – con Jason Blade

- Carolina Wrestling Federation Mid-Atlantic
  - CWF Mid-Atlantic Heavyweight Championship (1 time)[17]
  - CWF Mid-Atlantic Tag Team Championship (1 vez) – con Jason Blade[18]

- Premiere Wrestling Xperience
  - PWX Tag Team Championship (2 veces) – con Corey Hollis[19]

- Ring of Honor
  - ROH World Six-Man Tag Team Championship (2 veces) – con The Young Bucks
  - ROH Year-End Award (1 vez)
    - Breakout Star of the Year (2017)[20]

- Pro Wrestling Illustrated
  - Situado en el Nº311 en los PWI 500 de 2014[21]
  - Situado en el Nº190 en los PWI 500 de 2015[22]
  - Situado en el Nº191 en los PWI 500 de 2016[23]
  - Situado en el Nº268 en los PWI 500 de 2017[24]
  - Situado en el Nº63 en los PWI 500 de 2018
  - Situado en el Nº44 en los PWI 500 de 2019[25]
  - Situado en el Nº33 en los PWI 500 de 2020[26]
  - Situado en el Nº34 en los PWI 500 de 2021[27]
  - Situado en el Nº4 en los PWI 500 de 2022[28]
  - Situado en el Nº28 en los PWI 500 de 2023[29]

- Wrestling Observer Newsletter
  - WON Luchador que más ha mejorado (2018)
  - WON Lucha del año (2020) con Kenny Omega vs. The Young Bucks (Matt Jackson & Nick Jackson) en Revolution el 29 de febrero
  - WON Rivalidad del año (2021) vs. Kenny Omega
  - WON Mejor movimiento de lucha libre (2021) con el "Buckshot Lariat"
  - Lucha 6 estrellas (2020) con Kenny Omega vs. The Young Bucks (Matt Jackson & Nick Jackson) en Revolution el 29 de febrero
  - Lucha 5½ estrellas (2021) vs Kenny Omega en Full Gear el 13 de noviembre
  - Lucha 5 estrellas (2021) vs Bryan Danielson en Dynamite #115: Winter Is Coming el 15 de diciembre
  - Lucha 5 estrellas (2023) vs Jon Moxley en Revolution  el 5 de marzo
  - Lucha 5 estrellas (2023) con Kenny Omega & The Young Bucks vs. Blackpool Combat Club (Jon Moxley, Bryan Danielson, Claudio Castagnoli & Wheeler Yuta) en Double or Nothing el 28 de mayo
  - Lucha 5 estrellas (2023) vs.Swerve Strickland en Full Gear el 18 de Noviembre
  - Lucha 5½ Estrellas (2025) vs Will Ospreay en Double or Nothing             el 25 de mayo
  - Lucha 5½ estrellas (2025) vs. Jon Moxley en All in Texas el 12 de julio